# Harold Thomas
Harold Frederick Thomas (ur. 11 stycznia 1909 w Wellington, zm. 29 marca 1933 tamże) – nowozelandzki bokser.
W 1931 został mistrzem kraju w wadze lekkiej. W październiku tegoż roku po występie na amatorskich mistrzostwach kraju, wraz z Bertem Lowe i Bobem Purdie został wybrany do składu reprezentacji na igrzyska olimpijskie w 1932. Na igrzyskach wystartował w wadze półśredniej, zajmując ostatnie, 9. miejsce. W pierwszej rundzie olimpijskich zmagań jego rywalem był Włoch Luciano Fabbroni. Thomas rozpoczął walkę bardzo agresywnie, lecz został dwukrotnie powalony przez przeciwnika, który wygrał pierwszą rundę. Drugą rundę Nowozelandczyk zaczął jeszcze agresywniej, jednakże w rundzie tej Włoch miał dużą przewagę i zwyciężył bez większych problemów. Ostatnia, trzecia runda była najbardziej wyrównana – wygrał ją Thomas. Zwycięzcą całego pojedynku decyzją sędziów został jednak Fabbroni.
W nocy z 29 na 30 marca 1933 Thomas wypadł z pociągu jadącego z Lambton Station w Wellington do Woburn. Początkowo zdarzenie uważane było za nieszczęśliwy wypadek, później jednak okazało się, że Thomas popełnił samobójstwo na wieść o śmierci swojej narzeczonej, Noli Kirk, która zmarła z powodu choroby.
Był synem rugbysty Algiego Thomasa.